# Andrea Marchesi (architetto)

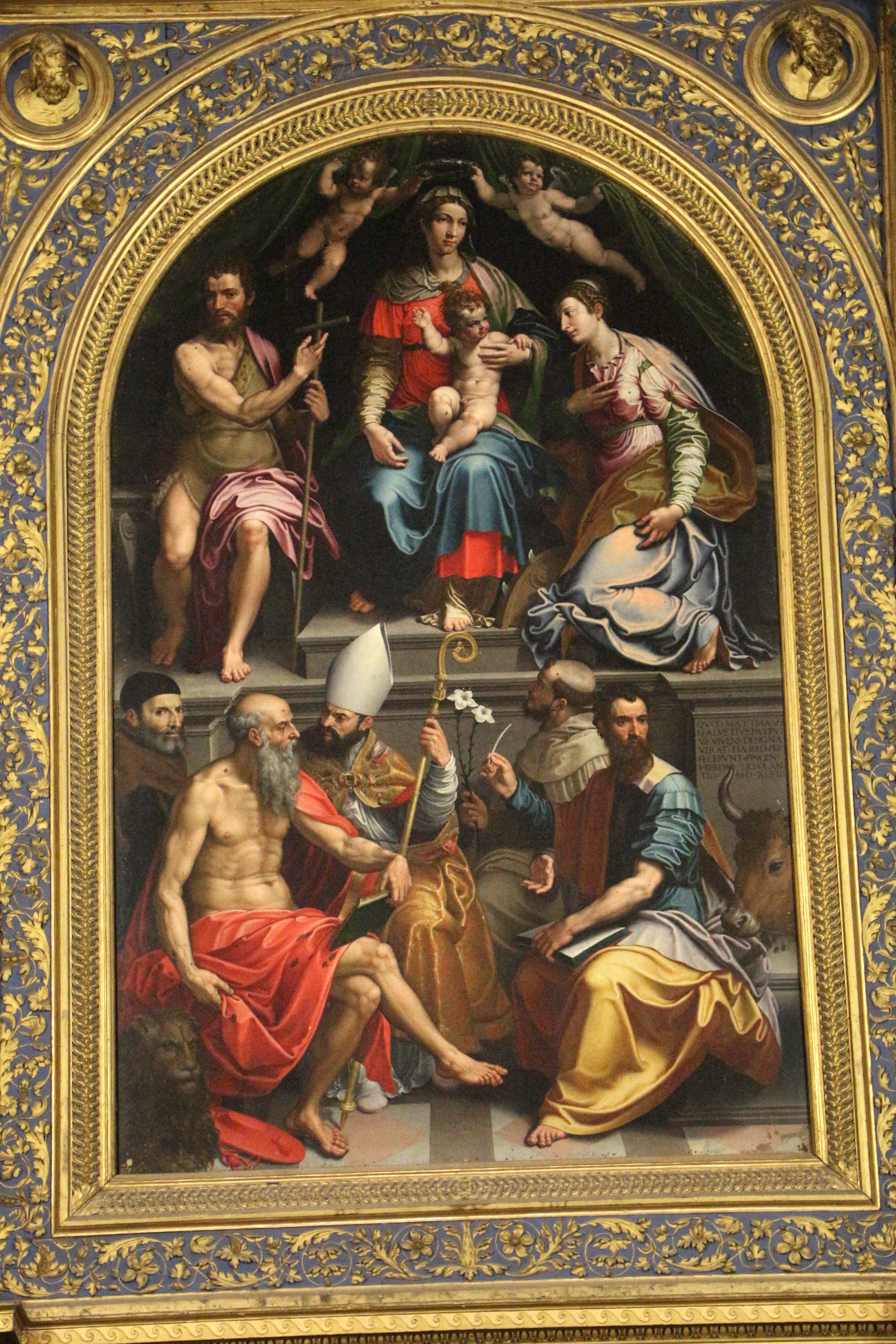
Madonna col bambino, santi e il committente Matteo Malvezzi, 1548, Basilica di San Martino (Bologna)

Andrea Marchesi, detto il Formigine (Formigine, 1480/1490 – Bologna, 26 giugno 1559), è stato un architetto, intagliatore e scultore italiano.

## Biografia
Iniziò verosimilmente la propria formazione nell'intaglio ligneo presso la scuola locale di Formigine, ma la sua attività documentata si attesta a Bologna, dove subì l'influenza di scultori ed architetti lombardi che all'epoca lavoravano in città. Nel 1515 era arrivato a possedere una propria bottega e Masini testimonia che il Formigine realizzò la cornice dell'Estasi di santa Cecilia di Raffaello, anche se oggi si tende ad attribuire l'opera a Giovanni Barilli. Nell'ambito bolognese, la bottega di Marchesi sembra comunque rivestire un ruolo centrale in quest'arte, tanto che si è coniata l'espressione "stile formiginesco" per definire la sua formula decorativa ricca e fantasiosa.
La più antica opera architettonica a lui riferita risulta essere l'ampliamento del palazzo priorale della chiesa di San Bartolomeo. Secondo la storiografia, progettò inoltre Palazzo Fantuzzi (1517-1533) e Palazzo Malvezzi Campeggi (1522-1549). Altri interventi, anche di tipo scultoreo, sono da ricercare in chiese bolognesi come il Monastero di San Michele in Bosco o la Chiesa dei Santi Vitale e Agricola, ma anche in altre residenze nobiliari.
Negli ultimi anni gli si affiancò il figlio Iacopo, con cui ad esempio nel 1554 lavorò alla cornice lignea della Madonna con Bambino e santi di Girolamo Siciolante da Sermoneta per la Basilica di San Martino. Questa ancona (l'unica attribuitagli con assoluta certezza) è considerata un capolavoro della scuola locale di intaglio del Cinquecento.